# Pál Schmitt
Pál Schmitt (wym. [paːl ʃmit]; ur. 13 maja 1942 w Budapeszcie) – węgierski dyplomata, polityk i sportowiec, prezydent Węgier od 6 sierpnia 2010 do 2 kwietnia 2012. Deputowany do Parlamentu Europejskiego w latach 2004–2010, przewodniczący Zgromadzenia Narodowego w 2010. W młodości szermierz, szpadzista, dwukrotny złoty medalista olimpijski.

## Życiorys

### Rodzina i wykształcenie
Jego dziadek osiedlił się na Węgrzech pod koniec XIX wieku, dokąd wyemigrował z Ettlingen; zajmował się handlem winem. Jego ojciec był lekarzem, matka zajmowała się domem. W młodości Pál Schmitt pobierał lekcje języka francuskiego i gry na pianinie.
W 1965 ukończył ekonomię na Uniwersytecie Korwina w Budapeszcie. Doktoryzował się w 1992 w zakresie wychowania fizycznego na Akademii Wychowania Fizycznego w Budapeszcie. W 2012 po wykryciu plagiatu stopień doktora został mu odebrany.

### Kariera sportowa i działalność społeczna
Szermierkę trenował w budapeszteńskim klubie sportowym MTK. Zdobył złoty medal olimpijski w drużynowym konkursie szpady na Letnich Igrzyskach Olimpijskich w Meksyku w 1968 oraz na Letnich Igrzyskach Olimpijskich w Monachium w 1972. Startował także na Letnich Igrzyskach Olimpijskich w Monachium w 1976. Wywalczył nadto siedem medali mistrzostw świata w drużynie.
W latach 1965–1980 pracował jako dyrektor w sieci hoteli Hungaro, m.in. był dyrektorem renomowanego hotelu Astoria w centrum Budapesztu. Po zakończeniu występów szermierczych działał w strukturach związków sportowych i olimpijskich. W 1981 został dyrektorem Stadionu Narodowego, a w 1983 wicedyrektorem Narodowego Biura Wychowania Fizycznego i Sportu. W 1983 wszedł w skład Międzynarodowego Komitetu Olimpijskiego (MKOl). W latach 1983–1989 zajmował stanowisko sekretarza generalnego Węgierskiego Komitetu Olimpijskiego. Od 1989 do 2010 był jego przewodniczącym.
W strukturach MKOl pełnił funkcje wiceprzewodniczącego komisji zawodniczej oraz przewodniczącego komisji sportu i środowiska. Był członkiem zarządu komitetu (1991–1999) i jego wiceprzewodniczącym (1994–1999). W latach 1999–2007 był przewodniczącym World Olympians Association.

### Działalność polityczna
W latach 90. rozpoczął działalność polityczną. Był ambasadorem Węgier w Hiszpanii (1993–1997) oraz Szwajcarii (1999–2002). W 1998, jako kandydat niezależny, wziął udział w wyborach na urząd burmistrza Budapesztu. Przegrał jednak z Gáborem Demszkym, zdobywając 36% głosów poparcia.
Wstąpił do prawicowego Fideszu, obejmując w 2003 funkcję wiceprzewodniczącego partii. W 2004 i 2009 z listy tego ugrupowania był wybierany do Parlamentu Europejskiego. Mandat objął 20 lipca 2004. Był członkiem biura Europejskiej Partii Ludowej. Od lipca 2004 do lipca 2009 zajmował stanowisko wiceprzewodniczącego Komisji Kultury i Edukacji w PE. Od września 2004 do lipca 2009 stał na czele Delegacji do Wspólnego Komitetu Parlamentarnego UE-Chorwacja. 14 lipca 2009 wybrano go na wiceprzewodniczącego PE. 13 maja 2010 odszedł z PE w związku z uzyskaniem w wyborach krajowych mandatu posła do Zgromadzenia Narodowego. 14 maja 2010 został wybrany na przewodniczącego krajowego parlamentu.
23 czerwca 2010 premier Viktor Orbán ogłosił Pála Schmitta kandydatem Fideszu na urząd prezydenta Węgier w pośrednich wyborach prezydenckich. Poparła go także sojusznicza Chrześcijańsko-Demokratyczna Partia Ludowa. 29 czerwca 2010 Zgromadzenie Narodowe wybrało go na to stanowisko, które objął po zakończeniu kadencji László Sólyoma upływającej 5 sierpnia 2010. W głosowaniu uzyskał 263 głosy, jego konkurent András Balogh – 59.
6 sierpnia 2010 został zaprzysiężony na urząd prezydenta. Do swoich priorytetów zaliczył działania na rzecz rozwoju gospodarki i tworzenia miejsc pracy, poprawy bezpieczeństwa energetycznego kraju oraz wspierania rodaków z państw ościennych. Zadeklarował, iż pragnie pełnić rolę równoważącą między różnymi partiami politycznymi i grupami społecznymi, podkreślając znaczenie jedności narodowej.
2 kwietnia 2012 podał się do dymisji w związku ze sprawą plagiatu swojej pracy doktorskiej. Według danych agencji prasowych 197 z 215 stron jego pracy było wiernym tłumaczeniem pracy bułgarskiego oraz niemieckiego naukowca. 29 marca 2012 Uniwersytet Semmelweisa w Budapeszcie (będący następcą akademii, na której Pál Schmitt się doktoryzował) pozbawił go z tego powodu stopnia doktora. Prezydent tłumaczył się, że pracę tę pisał w 1992 „zgodnie ze swą najlepszą wiedzą”. Jego rezygnacji domagała się opozycja oraz część mediów i obywateli, którzy demonstrowali w tym celu w Budapeszcie. Premier Viktor Orbán decyzję tę pozostawiał w gestii samego prezydenta. Pál Schmitt, który kilka dni wcześniej wykluczał rezygnację, swoje ostateczne stanowisko uzasadnił kontrowersjami i podziałami, jakie sprawa plagiatu wywołała w społeczeństwie. Obowiązki głowy państwa przejął przewodniczący Zgromadzenia Narodowego László Kövér.

## Życie prywatne
Jest żonaty, ma trzy córki. Żonę, Katalin Makray, srebrną medalistkę w gimnastyce na XVIII Igrzyskach Olimpijskich w Tokio w 1964, poznał w czasie zgrupowania sportowego w miejscowości Tata.

## Starty olimpijskie
Meksyk 1968
- szpada drużynowo – złoto[1]

Monachium 1972
- szpada drużynowo – złoto[1]
- szpada indywidualnie – ćwierćfinały[1]

Montreal 1976
- szpada drużynowo – 4. miejsce[1]

## Odznaczenia
- Krzyż Wielki z Łańcuchem Orderu Zasługi Republiki Węgierskiej (z urzędu, 2010)
- Krzyż Komandorski Orderu Zasługi Rzeczypospolitej Polskiej (2001)[14]